# Lingua marshallese

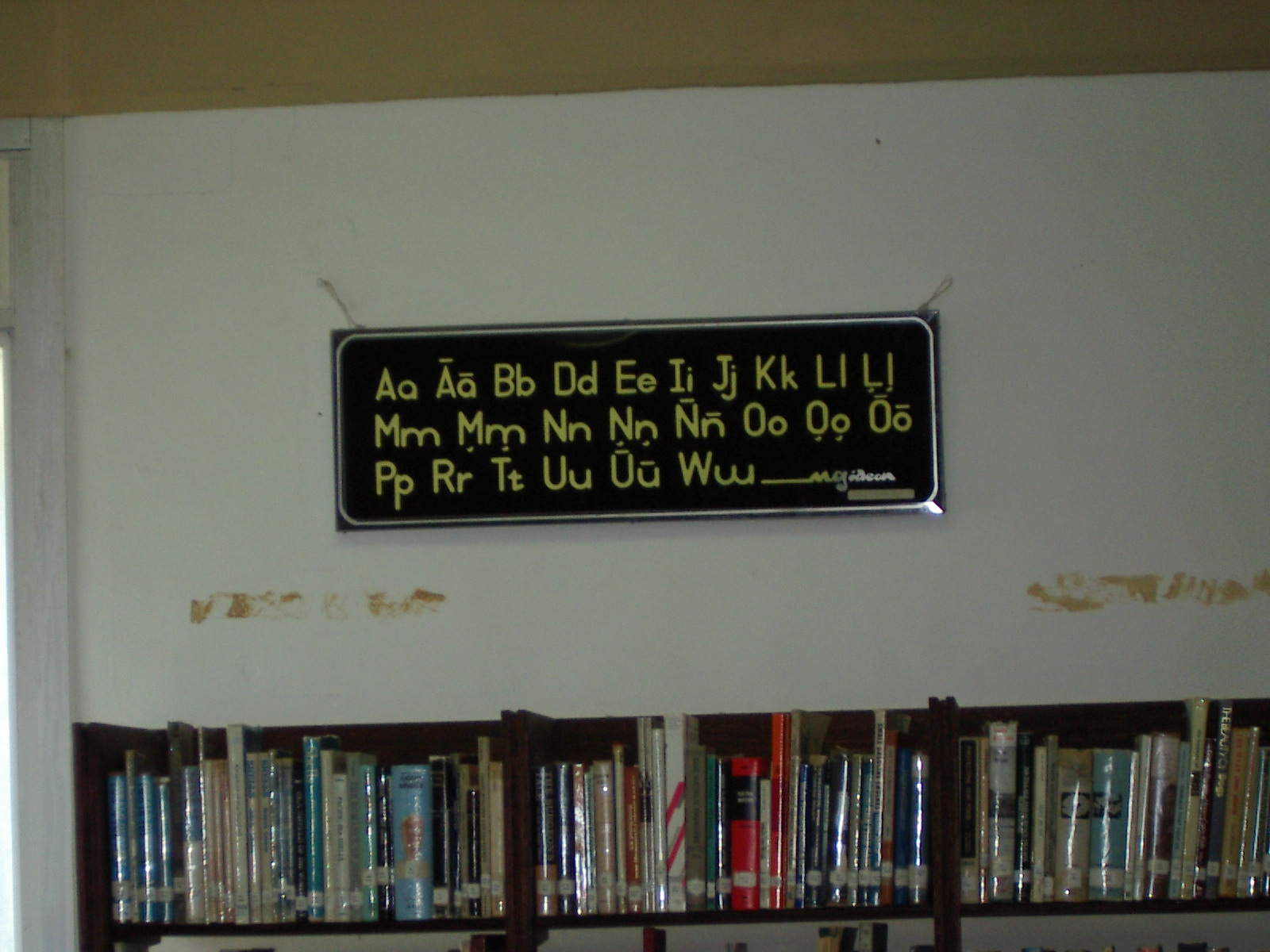
Alfabeto marshallese, appeso sul muro di una biblioteca a Majuro

Il marshallese (nome nativo Kajin M̧ajeļ o Kajin Majõl, pronunciato  /katʲɨnʲ mˠaɦˠtʲɜlˠ/) è una lingua micronesiana parlata nelle Isole Marshall.

## Distribuzione geografica
Secondo l'edizione 2009 di Ethnologue, la lingua è parlata da 43.900 persone nelle Isole Marshall. È attestata anche a Nauru e negli Stati Uniti d'America. Globalmente i locutori sono 49.550.

### Lingua ufficiale
Il marshallese è lingua ufficiale delle Isole Marshall.

### Dialetti e lingue derivate
È suddivisa in due principali dialetti, quello delle Ralik e quello delle Ratak, i due arcipelaghi che formano lo Stato delle Isole Marshall.

## Fonologia
Il marshallese possiede 22 consonanti.
|              |          | Bilabiale | Bilabiale | Dentale | Dentale | Dentale  | Palatale | Velare | Velare  |
| palatale     | velare   | palatale  | velare    | labiale | velare  | labiale  | Palatale |        |         |
| Sorda        | Sorda    | p /pʲ/    | b /bˠ/    | j /tʲ/  | t /tˠ/  |          |          | k /k/  | kw /kʷ/ |
| Nasale       | Nasale   | m /mʲ/    | m̧ /mˠ/    | n /nʲ/  | ņ /nˠ/  | ņw /nˠʷ/ |          | n̄ /ŋ/  | n̄w /ŋʷ/ |
| Rotica       | Rotica   |           |           | r /rʲ/  | d /rˠ/  | dw /rˠʷ/ |          |        |         |
| Aprossimante | centrale |           |           |         |         |          | y /j/    | ? /ɰ/  | w /w/   |
| Aprossimante | laterale |           |           | l /lʲ/  | ļ /lˠ/  | ļw /lˠʷ/ |          |        |         |

## Sistema di scrittura
Per la scrittura viene utilizzato l'alfabeto latino.